# سنگر (شازند)
سنگر روستایی در دهستان پل دوآب بخش زالیان شهرستان شازند استان مرکزی ایران است.

## جمعیت
بر پایه سرشماری عمومی نفوس و مسکن در سال ۱۳۹۵ جمعیت این روستا ۸۹ نفر (۲۸خانوار) بوده‌است.